# Joint Information Systems Committee
Il Joint Information Systems Committee (JISC) è un'organizzazione britannica senza scopo di lucro che promuove l'uso delle tecnologie digitali nella ricerca e nell'insegnamento. Offre servizi e soluzioni digitali per università e istituti di formazione superiore.

## Storia
Il Joint Information Systems Committee è stato fondato nel 1993. Gli venne affidata la gestione della rete di ricerca britannica JANET. Negli anni '90 il JISC realizzò molti progetti di ricerca nel campo della biblioteconomia e dell'e-learning.
I membri del JISC sono l'Association of Colleges (AoC), l'Universities UK (UUK) e la Professional Association for Higher Education (GuildHE). Qualsiasi istituto di istruzione superiore riconosciuto nel Regno Unito può diventare un membro istituzionale di JISC. I finanziamenti sono forniti principalmente da organizzazioni di finanziamento scientifico e dai ministeri economici delle singole regioni.